# Ga Mangpo
Ga Mangpo (Tiếng Hàn: 망포역, Hanja: 網浦驛) là ga tàu điện ngầm Tuyến Suin-Bundang, tuyến tàu điện ngầm của Korail, đường sắt quốc gia của Hàn Quốc. Nhà ga mở cửa vào tháng 11 năm 2013, nó là một phần mở rộng phía Nam của tuyến Bundang.

## Bố trí ga
| ↑ Yeongtong       |
| ４３ \| ２１ \|   |
| Maetan–Gwonseon ↓ |

| １·２ | ●Tuyến Suin–Bundang | → Hướng đi Suwon · Đại học Hanyang tại Ansan · Incheon →   |
| ３·４ | ●Tuyến Suin–Bundang | ← Hướng đi Giheung · Seohyeon · Seonjeongneung · Wangsimni |